# Ganeshkoemar Kandhai
Ganeshkoemar Kandhai (8 december 1967) is een Surinaams jurist en politicus.

## Biografie
Na de havo studeerde hij van 1989 tot 1995 rechten aan de Anton de Kom Universiteit. Daarna werd hij juridische medewerker bij het Bureau Industrieel Eigendom. Later werd hij onder andere consultant voor juridische aangelegenheden, fungerend griffier 1ste klasse bij het Griffie der Kantongerechten en waarnemend directeur van het Centraal Bureau voor Burgerzaken (CBB). In 2002 werd hij directeur van het CBB.
Voor hij in 2005 de politiek in ging, was hij al langere tijd actief binnen de Vooruitstrevende Hervormings Partij (VHP) die toen vooral steun had onder Hindoestanen. Hij was toen tien jaar lid van de adviesraad van de VHP en daarnaast lid van de kadertraining en het wetenschappelijk bureau van die partij (het mr. Jagernath Lachmon Wetenschappelijk Instituut).
Na de verkiezingen van 25 mei 2005 werd hij namens de VHP-minister voor Openbare Werken in het derde kabinet-Venetiaan. Enkele weken voor die verkiezingen was minister van Openbare Werken Dewanand Balesar op non-actief gesteld omdat hij verdacht werd van corruptie. Kandhai nam daarom in september 2005 uit handen van Raghoebarsingh, ad interim, het Ministerie van Openbare Werken over. In september 2015 werd hij lid van de Staatsraad.
Tijdens de verkiezingen van 2020 was hij voor de VHP lijstduwer in Paramaribo.
Tijdens de verkiezingen van 2025 stond hij op nummer 40 van de lijst van de VHP.